# Ruggero Gabbai
Ruggero Gabbai (Wilrijk, 6 de agosto de 1964) es un director de cine y fotógrafo italiano.

## Biografía
Ruggero Gabbai nació en Amberes, Bélgica en 1964 y creció en Milán. Entusiasta de la fotografía desde muy joven, a la edad de diecinueve años obtuvo una Licenciatura en Bellas Artes en fotografía, con un menor en filosofía, del Instituto de Tecnología de Rochester.
En 1993 obtuvo una Maestría en Bellas Artes en dirección cinematográfica en la Universidad de Columbia en la ciudad de Nueva York. Gabbai estudió y trabajó con directores como Miloš Forman, Paul Schrader, Emir Kusturica, y Martin Scorsese. El primer documental que dirigió fue su tesis de posgrado The King of Crown Heights, que fue transmitida en tiempo primeral por PBS y distribuida por todo el mundo.
Durante esos años, trabajó en fotografía de moda para el atelier de Paul Labraque, y estableció la compañía de postproducción ARC pictures.
Gabbai también trabajó como periodista de fotos para Cosas, la revista semanal sudamericana, rodando retratos de celebridades populares como Leo Castelli, Imelda Marcos, Edward Coach, Julio Iglesias. Colaboró con el Giant's Stadium y el Madison Jardín Cuadrado como fotógrafo deportivo. Editó las portadas de los periódicos de la Universidad de Nueva York, realizando tanto la famosa vista panorámica de 360° de la ciudad como los folletos de la Universidad de Columbia a través de una técnica especial de manipulación de los negativos.
En 1994, se trasladó de nuevo a Italia. Dirigió el documental Memoria con la autoría histórica de Marcello Pezzetti y Liliana Picciotto. El documental fue filmado en Auschwitz. En 1997 la película fue seleccionada por el Berlín Festival de cine Internacional, ganando el primer premio en el festival de cine de Nuremberg. Memoria se transmitió en prime time en el canal nacional de televisión italiano RAI 2, con una cuota de 7 millones de espectadores.
En 1997 Gabbai fundó la casa de producción Forma International, y desde entonces ha dirigido más de 30 documentales sobre diversos temas, como el de Varenne, o Ajamola Ajamola sobre la matanza de las atunes gigantes, y filmó perfiles de Emma Bonino, Enzo Maiorca, y sobre la moda maisons Versace y Missoni.
En 2009 dirigió Io ricordo, un docudrama sobre las víctimas de la mafia. Io ricordo fue producido por Gabriele Muccino y la producción de Marco Cohen en Indiana. Obtuvo el patrocinio del Presidente de la República Italiana, transmitido por el canal de televisión italiano Canale 5, y luego fue distribuido en vídeo doméstico por Medusa Film.
El 19 de enero de 2010, durante el 70th aniversario del nacimiento de Paolo Borsellino, Gabbai, junto con los miembros de la fundación “Progetto Legalità”, fue recibido por el presidente de la República Italiana Giorgio Napolitano para presentar Io ricordo.
En 2010 produjo y dirigió el documental "Jackfly", basado en hechos reales ocurridos en el mundo financiero.
En 2011 Gabbai fue elegido concejal de la ciudad en Milano con el comité del Giuliano Pisapia Partido Democrático. En enero de 2012 fue nombrado Presidente de la Comisión del Ayuntamiento a cargo de Expo 2015.
En 2013 fue director artístico de la inauguración del Binario 21 en Stazione Centrale di Milano, en presencia de las más altas autoridades políticas. Completó el documental The longest journey, sobre la deportación de los judíos italianos de Rodas durante la Segunda Guerra Mundial. La película ha sido seleccionada en el Festival Internacional de Cine de Jerusalén de 30th y ha sido presentada en un estreno mundial en el Museum of Jewish Heritage en la ciudad de Nueva York. Desde entonces, la película ha sido presentada en muchos festivales de todo el mundo, así como transmitida en el canal de televisión nacional RAI 1 en el Día Internacional de la Memoria del Holocausto 2014 y 2015 y presentada en el Parlamento italiano por la portavoz de la Cámara de Diputados, Laura Boldrini, junto con el ministro de Educación. En 2014, Ruggero Gabbai recibió el premio Mario Francese por el alto valor civil de sus películas en el contexto de la memoria histórica.
En 2015 Gabbai completó su documental, Starting over again, sobre las comunidades occidentales durante los '40s y los '50s en Egipto antes de la Revolución de 1952 y el nacionalismo de Nasser. La película se emUnidos y Canadá y se ha presentado en muchos festivales de todo el mundo. Al año siguiente produjo y dirigió CityZen, un documental sobre el desdeñado distrito ZEN de Palermo. En 2016, la película estuvo en la selección oficial del Festival de Cine de Taormina.
En 2017 completó su documental Libia: l'ultimo esodo, un documental que retrata la vida de la próspera comunidad judía en Libia y en su capital, Trípoli, durante el período de posguerra hasta el ascenso de Gheddafi. El documental The Raid – Rome, 16 de octubre de 1943, relata la mayor incursión nazi en Italia. La película fue presentada en la Chamber of Deputies (Italy), seleccionada oficialmente en la edición decimotercero del Rome Film Festival y adquirida por la televisión nacional italiana Rai Cinema. En 2018, Gabbai dirigió Being Missoni, un retrato de la familia Missoni y su legado de moda internacional. El documental se emitió en Sky Arte.
2020 vio la liberación de su documental más reciente, Kinderblock, sobre los niños perseguidos por Mengele, con preciosos testimonios de Andra Bucci y Andra Bucci en memoria de su primo Sergio De Simone. La película fue rodada en Nápoles, Rijeka, Trieste, Birkenau y Hamburgo. En febrero RAI, la televisión nacional italiana, transmitió la película llegando a más de un millón de espectadores.
Algunos de los documentales de Ruggero Gabbai se han presentado en varios museos internacionales como: El Museo de Israel en Jerusalén, el Museo Ägyptischer Kunst en Munich, el Museo Judío de Nueva York, Yad Vashem y la Accademia di Belle Arti di Brera. Algunos de los documentales son distribuidos en los Estados Unidos por ChaiFlicks.
Du TGM au TGV se estrenó con Michel Boujenah en el cine Grand Rex.
Liliana fue dirigida por Gabbai y producida por Forma International en colaboración con Rai Cinema. Se trata de un film que retrata la vida de Liliana Segre, senadora de la República Italiana. La película fue seleccionada para el Festival de Cine de Roma 2024 y ganó el Premio Sorriso Diverso Roma.

## Filmografía
- Liliana (2024)
- Du TGM au TGV (2022)
- "Ruido blanco" (2021)
- Kinderblock (2020)
- The Raid – Rome, 16 October 1943 (2018)
- Being Missoni (2018)
- Libya: the last exodus (2017)
- CityZEN (2016)
- Starting over again (2015)
- The longest journey (2013)
- B&B Italia (2011)
- JACKFLY (2010)
- IO RICORDO (2008–2009)
- Arabi Danzanti (2007)
- Mediaset – Minotauro: Versace, Missoni, Emma Bonino, Enzo Maiorca, La danza delle cinque, Confronto istintivo e Un aiuto naturale(2006–2002)
- Gli ebrei di Fossoli (2006)
- Sarajevo, i figli d’Abramo (2002)
- Varenne, un’atleta chiamato cavallo (2002)
- Mediaset – Una penisola di storie: Ajamola ajamola, il rito della mattanza, Una città in Palio, Il Redentore (2001)
- American dream (2001)
- Okkio per okkio (2000)
- Gerusalemme, una promessa di pietra(1999)
- Viaggio verso casa (1998)
- Lavori in carne (1998)
- Cici daci dom, noi zingari d’italia (1998)
- Febbre rossa (1997)
- MEMORIA (1997)
- The king of crown heights (1994–1993)
- Free fallin (1992)
- Václav Havel, a day in New York (1990)